# Catia La Mar
Catia La Mar är en stad och hamn i norra Venezuela vid kusten mot Karibiska havet. Staden tillhör delstaten Vargas och har cirka 140 000 invånare. Catia La Mar är uppkallad efter hövdingen Catia som var samtida med den berömda Guacaipuro. I staden finns både civil och militär utbildning av sjöbefäl och annan personal på fartyg.
Staden drabbades hårt av lerskred år 1999 när totalt mellan 10 000 och 50 000 människor anses ha dött i hela delstaten Vargas, någon officiell siffra har aldrig offentliggjorts.

## Administration
Catia La Mar tillhör delstaten Vargas (som samtidigt är en kommun med samma namn). Staden består av två socknar (parroquias), Catia La Mar och Urimare. Catia La Mar och den omgivande kommunen ingår i Caracas storstadsområde, Región metropolitana de Caracas.

## Ekonomi
Stadens ekonomi domineras av handel, turism och transport (i och med läget intill den stora flygplatsen Maiquetía Simón Bolívar och hamnen i La Guaira). Dess fiskehamn kallas La Zorra och säljer cirka 30% av all fisk som produceras i staten.

## Klimat
Nedanstående tabell gäller för den närliggande internationella flygplatsen Maiquetía Simón Bolívar.
|                                            | Jan  | Feb  | Mar  | Apr  | Maj  | Jun  | Jul  | Aug  | Sep  | Okt  | Nov  | Dec  |
| ------------------------------------------ | ---- | ---- | ---- | ---- | ---- | ---- | ---- | ---- | ---- | ---- | ---- | ---- |
| Normaldygnets maximitemperaturs medelvärde | 29,8 | 29,6 | 30,1 | 30,6 | 31,9 | 32,3 | 31,8 | 32,7 | 33,5 | 33,2 | 32,8 | 31,7 |
| Normaldygnets minimitemperaturs medelvärde | 20,8 | 20,9 | 20,9 | 21,6 | 23,2 | 23,1 | 22,7 | 23,1 | 23,5 | 23,5 | 22,8 | 21,3 |
|                                            |      |      |      |      |      |      |      |      |      |      |      |      |
| Nederbörd                                  | 28,1 | 17,1 | 22,1 | 29,0 | 36,1 | 53,3 | 56,8 | 50,3 | 54,1 | 55,9 | 53,6 | 54,4 |

| Diagram | temperaturer i °C • månadsnederbörd i mm • Källa: | temperaturer i °C • månadsnederbörd i mm • Källa: | temperaturer i °C • månadsnederbörd i mm • Källa: | temperaturer i °C • månadsnederbörd i mm • Källa: | temperaturer i °C • månadsnederbörd i mm • Källa: | temperaturer i °C • månadsnederbörd i mm • Källa: | temperaturer i °C • månadsnederbörd i mm • Källa: | temperaturer i °C • månadsnederbörd i mm • Källa: | temperaturer i °C • månadsnederbörd i mm • Källa: | temperaturer i °C • månadsnederbörd i mm • Källa: | temperaturer i °C • månadsnederbörd i mm • Källa: | temperaturer i °C • månadsnederbörd i mm • Källa: |
|         | 28 30 21                                          | 17 30 21                                          | 22 30 21                                          | 29 31 22                                          | 36 32 23                                          | 53 32 23                                          | 57 32 23                                          | 50 33 23                                          | 54 34 24                                          | 56 33 24                                          | 54 33 23                                          | 54 32 21                                          |